# Новотроицкая (Ставропольский край)
Новотро́ицкая — станица в Изобильненском районе (городском округе) Ставропольского края Российской Федерации.

## Варианты названия
- Ново-Троицкая,
- Ново-Троицкое,
- Новотроицкое[3],
- Краснооктябрьский[4].

По мнению В. А. Колесникова название «Новотроицкая» могло быть дано в честь праздника День Святой Троицы:119.

## География
Расположена в 6 км от железнодорожной станции Передовая (на линии Кавказская — Палагиада), на левом берегу реки Егорлык в 18 километрах от районного центра — города Изобильного. И в 60 километрах от краевого центра — города Ставрополя. Ближайший населённый пункт — посёлок городского типа Солнечнодольск.
Рельеф холмистый (высота холмов достигает 200—300 метров). Растительность характерна для степи, в основном травянистая. Основные водные ресурсы — река Егорлык, Правоегорлыкский канал, Новотроицкое водохранилище и небольшие степные реки.
Климат степной, умеренно континентальный, с жарким и сухим летом и сравнительно тёплой малоснежной зимой. Преобладающими являются восточные ветры.

## История

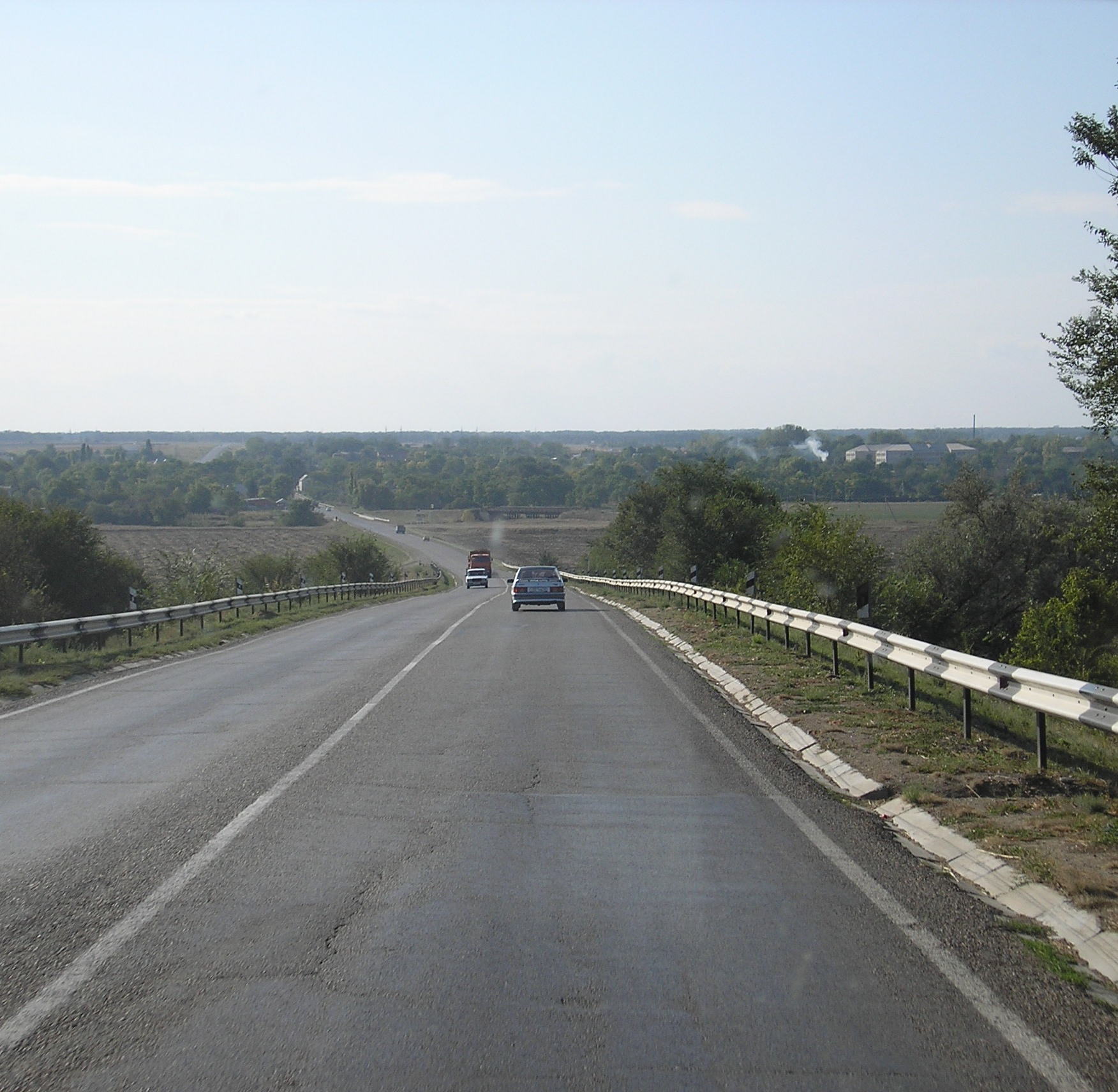
Въезд в станицу с востока

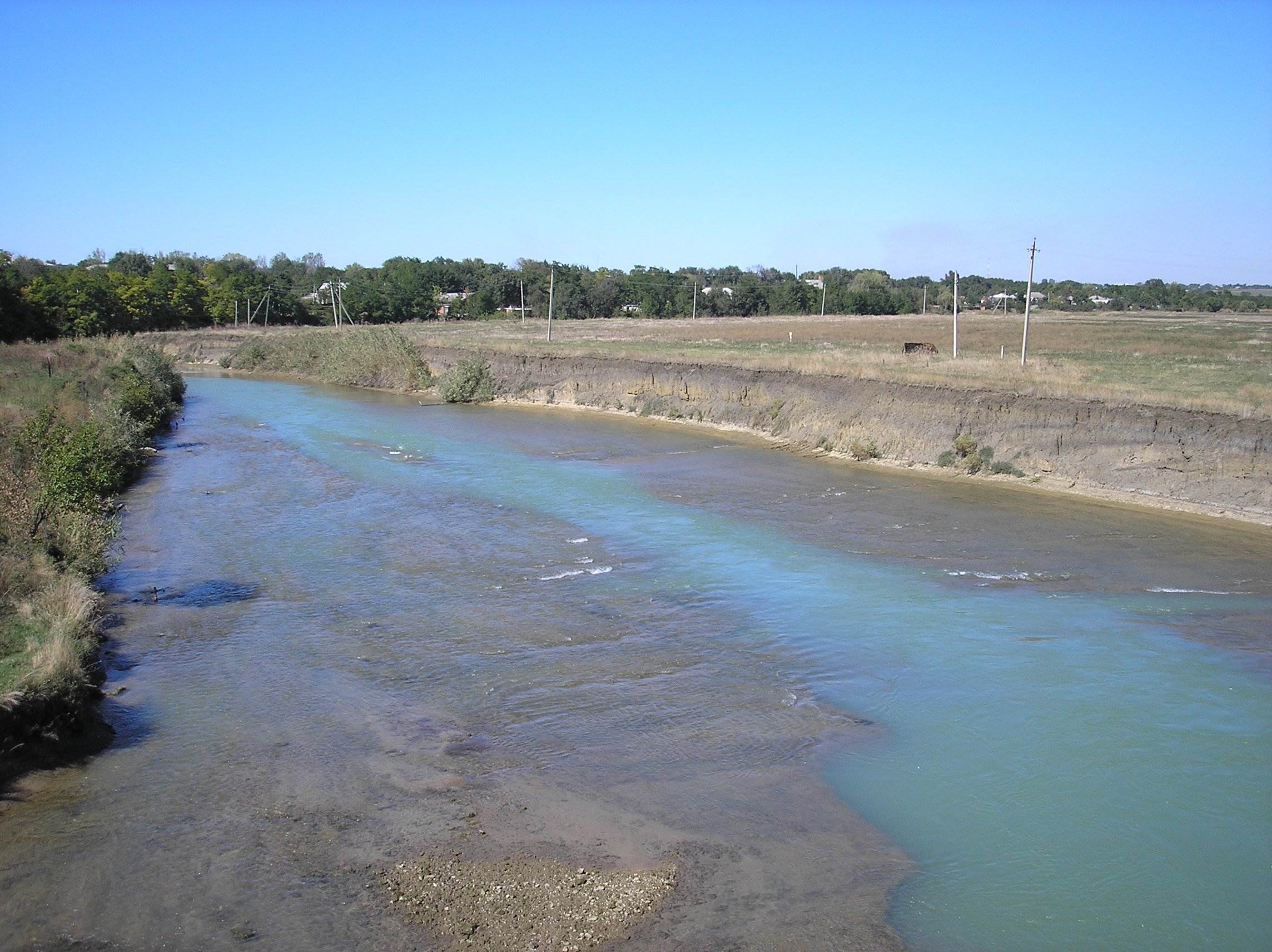
Река Егорлык

Село Новотроицкое образовано в 1797 году (по другим данным — в 1794 году:588) на реке Егорлык:119. Основатели — выходцы из Старооскольского, Курского, Корочанского, Обоянского, Рыльского, Суджанского уездов Курской губернии:119. Согласно «Казачьему словарю-справочнику» (1966) среди поселенцев были беломестные казаки.
В 1833 году по указу императора Николая I от 2 декабря 1832 года село было преобразовано в станицу:126. Станица Новотроицкая входила в состав Лабинского отдела Кубанской области.
Казаки станицы Новотроицкой до 1861 года служили во 2-м Кубанском казачьем полку Кавказского линейного казачьего войска (штаб-квартира в станице Ново-Александровской). За доблесть и отвагу в Кавказской войне полк был награждён Георгиевским знаменем, которое хранилась в Троицкой церкви станицы Новотроицкой. С 1861 по 1917 год станичники проходили службу в 1,2,3 Кубанских полках, 6 Кубанском пластунском батальоне, Варшавском казачьем дивизионе и в Кубанских сотнях Императорского Конвоя.
С 2 июня 1924 года станица Новотроицкая входила в состав Новоалександровского района Армавирского округа Юго-Восточной области. С 1935 года была центром вновь образованного Егорлыкского района Северо-Кавказского края. В 1953 году Егорлыкский район был упразднён, и с 20 августа 1953 года станица Новотроицкая вошла в состав Изобильненского района Ставропольского края.
До мая 2017 года станица образовывала упразднённое сельское поселение станица Новотроицкая.

## Население
| 1802    | 1839  | 1845  | 1855  | 1861  | 1867  | 1871  | 1882  | 1896  |
| ------- | ----- | ----- | ----- | ----- | ----- | ----- | ----- | ----- |
| 1315    | ↗4495 | ↗5727 | ↘5619 | ↘5426 | ↘3295 | ↘2310 | ↗4250 | ↗6207 |
| 1916    | 1939  | 1959  | 1979  | 1989  | 2002  | 2010  | 2011  | 2012  |
| ↗10 492 | ↘6824 | ↘6675 | ↘6377 | ↗6404 | ↗7770 | ↗7819 | ↘7809 | ↘7783 |
| 2013    | 2014  | 2015  | 2016  | 2017  | 2021  |       |       |       |
| ↘7728   | ↘7691 | ↘7671 | ↗7711 | ↘7684 | ↗8176 |       |       |       |

Национальный состав
По итогам переписи населения 2010 года проживали следующие национальности (национальности менее 1 %, см. в сноске к строке «Другие»):
| Национальность | Численность | Процент |
| -------------- | ----------- | ------- |
| Русские        | 7009        | 89,64   |
| Цыгане         | 550         | 7,03    |
| Другие         | 260         | 3,33    |
| Итого          | 7819        | 100,00  |

## Культура
- Дом культуры

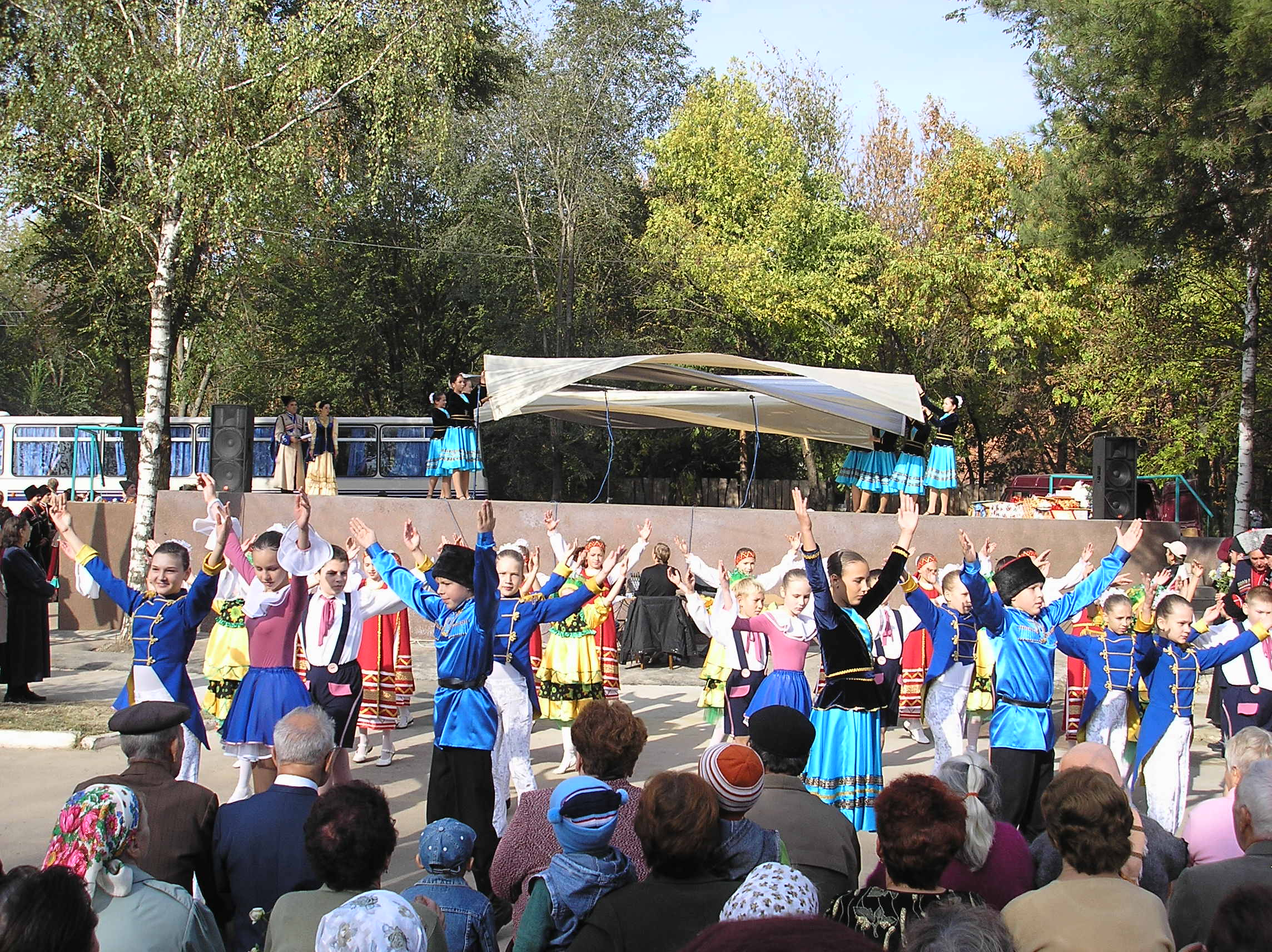
Концерт, посвящённый 210-летию станицы Новотроицкой

- Егорлыкская сельская библиотека. Открыта 27 мая 1952 года[31]
- сельская библиотека[32][33][34][35].
- Музей самоваров. Частный, крупнейший на Юге России, музей[36][37].

## Образование
- Детский сад № 5. Открыт 1 сентября 1970 года[38].
- Детский сад № 44.
- Средняя общеобразовательная школа № 14 им. Г. Т. Мещерякова[39].
- Основная общеобразовательная школа № 22. Открыта 1 сентября 1905 года[38].
- Новотроицкий сельскохозяйственный техникум[40]. Открыт 31 декабря 1953 года как профессиональное училище № 36[41]
- Новотроицкий филиал Изобильненской ДШИ № 2.

## Здравоохранение
10 сентября 1942 года вышел приказ старшины станицы Новотроицкой об установлении цен на медицинские услуги.
Медицинскую помощь населению оказывают Новотроицкая участковая больница с поликлиникой и стационаром дневного пребывания на 10 коек и 9 социальных коек, 3 аптечных пункта.

## Экономика
На территории муниципального образования находятся: сельскохозяйственные предприятия «Новотроицкое», «Агро-плюс», «Лучезарное»; агрогруппа «Баксанский Бройлер»; сельскохозяйственный производственный кооператив (артель) «Макаров» и 63 крестьянско-фермерских хозяйства. Торговое обслуживание осуществляют 25 магазинов. Бытовые услуги населению оказывают 5 предприятий.
Основой экономики станицы Новотроицкой является производство зерна и продукции животноводства, которое осуществляют:
- ОАО СП «Новотроицкое».
- Межхозяйственный откормочный комплекс МХОК «Изобильненский».
- Сельскохозяйственный производственный кооператив (артель) «Макаров».
- Свыше шестидесяти небольших крестьянско-фермерских хозяйств.

## Сфера услуг
Торговля и бытовое обслуживание населения осуществляется 25 магазинами, 5 предприятиями бытового обслуживания, двумя кафе.

## Транспорт
У жителей Новотроицкой есть возможность пользоваться развитым пригородным и междугородным автобусным сообщением. Также имеется собственная автостанция, на которую заезжают мимопроходящие автобусы.
Автомобильный транспорт
Через Новотроицкую по переулку Грейдерному проходит региональная трасса "Ставрополь — Изобильный — Новоалександровск — Красногвардейское", по которой идёт транзитный поток на Краснодарский край и другие регионы, также через станицу по улице Колхозной проходит региональная автодорога "Новотроицкая — Солнечнодольск — Сенгилеевское".

## Русская православная церковь
- Храм Святой Троицы
- Николаевская церковь

## Кладбища
В Новотроицкой имеются 3 общественных открытых кладбища. Первое, площадью 40 644 м², расположено приблизительно в 500 м на восток от станицы; второе, площадью 14 368 м², находится приблизительно в 1 км на северо-запад от неё; третье, площадью 99 101 м², пролегает в районе переулка Грейдерный.

## Спорт
В Новотроицкой 2 стадиона, являющиеся домашними для любительского футбольного клуба «Кубань Новотроицкая», который играет в Открытом первенстве Изобильненского района.

## Связь, СМИ
В станице установлена цифровая АТС с DSL линией. Это позволяет станичникам иметь доступ к высокоскоростному интернету, цифровому телевидению, а также возможность просмотра 11 каналов эфирного телевидения. Работают все крупные операторы сотовой связи.

## Люди, связанные со станицей
- Мещеряков Георгий Трофимович (1917, станица Новотроицкая — 1945) — Герой Советского Союза[44].
- Мещерякова Ольга Григорьевна (1950, станица Новотроицкая — 2016, город Ставрополь) — советская и российская оперная певица, Народная артистка России (1999).

## Памятники
- Братская могила воинов, погибших в годы гражданской и Великой Отечественной войн. 1918—1920,1942-1943,1949 ГГ.[45]
- Братская могила советских воинов, погибших в войне с фашистами. 1942—1943,1949 ГГ.[46].
- Обелиск на месте расстрела фашистами мирных жителей станицы. 1942,1949 ГГ.[47].
- Памятник Герою Советского Союза Г. Т. Мещерякову. 1967 год[48].